# Междени
Ме́ждени (болг. Междени) — село в Габровській області Болгарії. Входить до складу общини Габрово.

## Населення
За даними перепису населення 2011 року у селі проживали 37 осіб, з них 35 осіб (97,2%) — болгари.
Розподіл населення за віком у 2011 році:
Динаміка населення: